# Mémorial Hanžeković
Le Meeting de Zagreb (en croate Hanžekovićev memorijal) est une compétition internationale d'athlétisme qui se déroule une fois par an à Zagreb depuis 1951. Il fait partie du World Athletics Continental Tour, anciennement Challenge mondial IAAF.
Il se déroule dans le ŠRC Mladost Stadion de Zagreb, et a été organisé la première fois en 1951.
Il porte le nom du coureur renommé de Zagreb Boris Hanžeković (né le 10 novembre 1916) du club HŠK Concordia.
Le nom du meeting est donc en mémoire de ce sprinteur polyvalent, diplômé en droit, qui excella dans la catégorie junior de 1939 jusqu'à l'occupation de la Yougoslavie en avril 1941. En 1944 il est emmené au camp de concentration de Jasenovac où il est mort.

## Records du Meeting

### Hommes
| Épreuve           | Record             | Athlète                | Nationalité    | Date              | Ref   |
| ----------------- | ------------------ | ---------------------- | -------------- | ----------------- | ----- |
| 100 m             | 9 s 85 (+0,1 m/s)  | Usain Bolt             | Jamaïque       | 13 septembre 2011 |       |
| 200 m             | 19 s 88 (-0,4 m/s) | Ramil Guliyev          | Turquie        | 8 septembre 2015  |       |
| 400 m             | 44 s 46            | Kirani James           | Grenade        | 14 septembre 2021 |       |
| 800 m             | 1 min 44 s 08      | Nijel Amos             | Botswana       | 4 septembre 2018  |       |
| 1 500 m           | 3 min 30 s 94      | Nixon Kiplimo Chepseba | Kenya          | 13 septembre 2011 |       |
| Mile              | 3 min 50 s 68      | Noureddine Morceli     | Algérie        | 7 juillet 1998    |       |
| 3 000 m           | 7 min 35 s 06      | Caleb Mwangangi Ndiku  | Kenya          | 3 septembre 2013  |       |
| 110 m haies       | 12 s 98            | Mark Crear             | États-Unis     | 5 juillet 1999    |       |
| 400 m haies       | 48 s 24            | Kemel Thompson         | Jamaïque       | 7 juillet 2003    |       |
| 3 000 m steeple   | 8 min 11 s 80      | Jairus Kipchoge Birech | Kenya          | 4 septembre 2012  |       |
| Saut en hauteur   | 2,34 m             | Kwaku Boateng          | Canada         | 3 juillet 2000    |       |
| Saut à la perche  | 5,87 m             | KC Lightfoot           | États-Unis     | 14 septembre 2021 |       |
| Saut en longueur  | 8,46 m             | Luvo Manyonga          | Afrique du Sud | 4 septembre 2018  |       |
| Triple saut       | 17,16 m            | Onochie Achike         | Royaume-Uni    | 3 juillet 2000    |       |
| Lancer du poids   | 22,84 m            | Ryan Crouser           | États-Unis     | 13 septembre 2021 | [ 1 ] |
| Lancer du disque  | 68,87 m            | Daniel Ståhl           | Suède          | 15 septembre 2020 |       |
| Lancer du marteau | 81,91 m            | Yann Chaussinand       | France         | 24 mai 2025       |       |
| Lancer du javelot | 86,36 m            | Tero Pitkämäki         | Finlande       | 3 septembre 2013  |       |

### Femmes
| Épreuve           | Record        | Athlète                | Nationalité | Date              | Ref   |
| ----------------- | ------------- | ---------------------- | ----------- | ----------------- | ----- |
| 100 m             | 10 s 91       | Anelia Nuneva          | Bulgarie    | 12 juin 1991      |       |
| 200 m             | 22 s 04       | Christine Mboma        | Namibie     | 14 septembre 2021 |       |
| 400 m             | 50 s 08       | Rosemarie Whyte        | Jamaïque    | 4 septembre 2012  |       |
| 800 m             | 1 min 57 s 51 | Yelena Afanasyeva      | Russie      | 7 juillet 1998    |       |
| 1 000 m           | 2 min 36 s 33 | Jolanda Čeplak         | Slovénie    | 11 juillet 2005   |       |
| 1 500 m           | 4 min 05 s 41 | Alesya Turova          | Biélorussie | 8 juillet 2002    |       |
| 2 000 m           | 5 min 21 s 56 | Francine Niyonsaba     | Burundi     | 14 septembre 2021 | [ 2 ] |
| 3 000 m           | 8 min 33 s 37 | Lilian Kasait Rengeruk | Kenya       | 4 septembre 2018  |       |
| 100 m haies       | 12 s 60       | Olga Shishigina        | Kazakhstan  | 5 juillet 1999    |       |
| 400 m haies       | 54 s 14       | Daimi Pernia           | Cuba        | 3 juillet 2000    |       |
| 3 000 m steeple   | 9 min 04 s 56 | Norah Jeruto           | Kenya       | 29 août 2017      |       |
| Saut en hauteur   | 2,08 m        | Blanka Vlašić          | Croatie     | 31 août 2009      | [ 3 ] |
| Saut à la perche  | 4,50 m        | Fabiana Murer          | Brésil      | 8 septembre 2015  |       |
| Saut en longueur  | 6,96 m        | Ivana Španović         | Serbie      | 6 septembre 2016  |       |
| Triple saut       | 14,77 m       | Shanieka Ricketts      | Jamaïque    | 14 septembre 2021 | [ 4 ] |
| Lancer du poids   | 20,33 m       | Astrid Kumbernuss      | Allemagne   | 22 juin 1995      |       |
| Lancer du disque  | 70,83 m       | Sandra Perković        | Croatie     | 29 août 2017      |       |
| Lancer du marteau | 76,62 m       | Yipsi Moreno           | Cuba        | 9 septembre 2008  |       |
| Lancer du javelot | 66,42 m       | Sara Kolak             | Croatie     | 3 septembre 2019  |       |